# 貝爾普雷里鎮區 (明尼蘇達州莫里森縣)
貝爾普雷里鎮區（英語：Belle Prairie Township）是位於美國明尼蘇達州莫里森縣的一個行政鎮區。

## 歷史
貝爾普雷里鎮區於1858年設立，得名自「美麗的草原」的法語。

## 地方資料
貝爾普雷里鎮區的面積為115.73平方千米，當中陸地面積為113.21平方千米，而水域面積為2.51平方千米。根據2020年美國人口普查的數據，當地共有人口665人，而人口密度為每平方千米5.75人。